# Chanukija

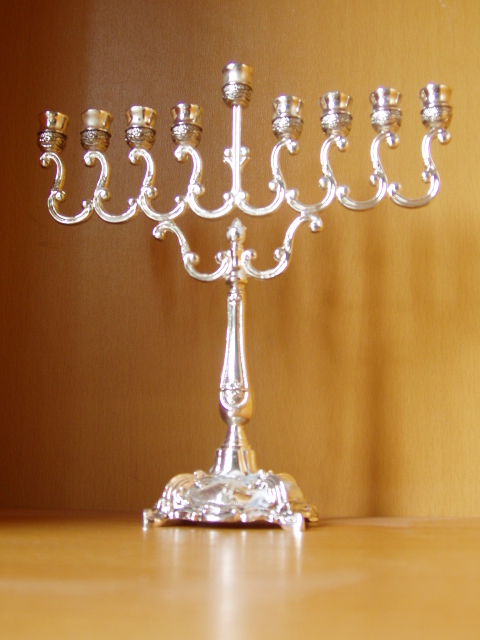
Stříbrná chanukija

Chanukija (hebrejsky חַנֻכִּיָּה‎) je svícen zapalovaný během osmidenního židovského svátku Chanuka, někdy označovaný jako osmiramenný nebo devítiramenný. Dříve byl tento židovský náboženský předmět označován jako „menorat Chanuka“ nebo jen menora. Označení „chanukija“ vytvořila až ke konci 19. století v Jeruzalémě Chemda Ben Jehuda, manželka Eliezera Ben Jehudy.
Chanuka oslavuje znovuvysvěcení Chrámu po úspěšné židovské vzpouře proti seleukovské monarchii (tzv. Makabejské povstání). Podle Talmudu našli Židé dostatek rituálně čistého oleje pouze pro jeden den, ale oheň hořel zázrakem osm dní.
Chanuková světla mohou být buď svíčky, nebo olejové lampičky. Elektrické svíčky mohou být využívány pouze v případech, kde je zakázáno používat otevřený oheň, jako například v nemocničních pokojích.[zdroj?] Chanukija má celkem osm hlavních ramen, ale na svícnu je tradičně ještě devátá svíce zvaná šamaš‎ (hebrejsky: „sluha“), která je rovněž každý večer zapalována, ale je umístěna na zvláštním místě.
Slouží k zapalování ostatních svící a přidává „nezasvěcené“ světlo ke světlu chanukových svící, které je zakázáno využívat pro jiné účely než je oslavování a předávání příběhu Chanuky.

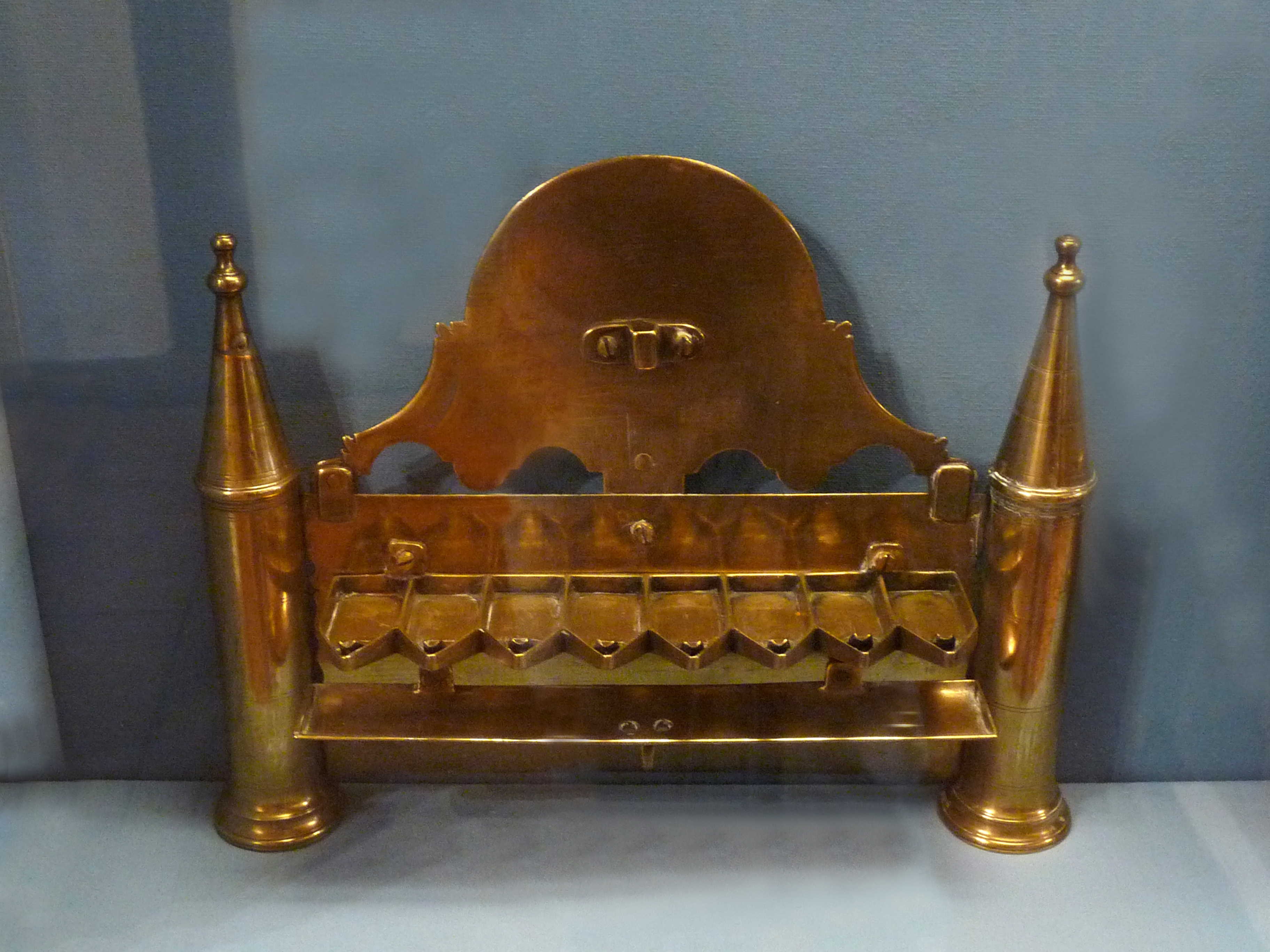
Chanukuija s motivem lavice.

Chanukije bývají různých tvarů a z různých materiálů. Chanukija mívá často podobu připomínající sedmiramenný svícen, který se nacházel v Chrámu, ale není to nezbytné. Podmínkou je, aby všech osm světel bylo v jedné linii (nesmí být např. uspořádány do kruhu) a ve stejné výšce.[zdroj?] Existují například tzv. lavicové svícny, kde řada světel spočívá jako „sedadlo“ na relativně nízkých nožkách a za ní se nachází bohatě zdobené „opěradlo“.
Chanukije bývají často bohatě a umělecky zdobené a podávají svědectví nejen o židovských obyčejích a vážnosti, které chanuka v židovské tradici požívá, ale také o vkusu a zámožnosti svých majitelů a zručnosti židovských umělců. Starobylé chanukije jsou proto častým objektem muzeálních expozic zaměřených na židovskou kulturu.